# 1606
1606 (MDCVI) a fost un an comun al calendarului gregorian, care a început într-o zi de duminică.

## Nașteri
- 10 februarie: Christine Marie a Franței, regentă a Savoiei, fiica regelui Henric al IV-lea al Franței (d. 1663)
- 3 martie: Edmund Waller, poet englez (d. 1687)
- 12 mai: Joachim von Sandrart, pictor german (d. 1688)
- 23 mai: Juan Caramuel y Lobkowitz, scriitor spaniol (d. 1682)
- 6 iunie: Pierre Corneille, scriitor francez (d. 1684)
- 15 iulie: Rembrandt (Rembrandt Harmenszoon van Rijn), pictor olandez (d. 1669)
- 18 august: Maria Anna a Spaniei, prima soție a lui Ferdinand al III-lea al Sfântului Imperiu Roman (d. 1646)

## Decese
- 31 ianuarie: Guy Fawkes, 35 ani, conspirator englez (n. 1570)
- 16 martie: Gaspar de Zúñiga y Acevedo, 45 ani, contele de Monterrey, vicerege al Mexicului (n. 1540)
- 2 septembrie: Carel van Mander, 58 ani, pictor și poet olandez (n. 1548)
- 5 octombrie: Philippe Desportes, 59 ani, poet francez (n. 1546)
- 13 noiembrie: Geronimo Mercuriali, 76 ani, filolog și fizician italian (n. 1530)